# Крапраюн, Сучинда
Сучинда Крапраюн (тайск. สุจินดา คราประยูร; 6 августа 1933, Накхонпатхом — 10 июня 2025, Бангкок) ― премьер-министр Таиланда с 7 апреля по 24 мая 1992 года.

## Биография
Сучинда Крапраюн родился в семье Юанга и Сомпонг Крапраюн 6 августа 1933 года в Бангкоке, Сиам. Семья имела китайское и монское происхождение. Изучал медицину в Университете Чулалонгкорн в Бангкоке в течение 12 месяцев, после чего поступил в Королевскую военную академию Чулачомклао. Окончил 5-й класс Академии, многие из выпускников которого впоследствии присоединились к Национальному миротворческому совету. Также прошёл курсы командования армии США при Генеральном штабе армии в артиллерийском полку в Форт Силл, Оклахома, и в Форт Ливенворт, Канзас.
Сучинда вернулся в Таиланд в 1953 году в звании второго лейтенанта Королевской армии Таилнада. Постепенно продвигался по службе и 29 апреля 1990 года был назначен командующим Королевской армии Таиланда. 1 октября 1991 года стал начальником Штаба верховного командования.
Сучинда Крапраюн был одним из лидеров Национального миротворческого совета, которые совершили государственный переворот, в результате которого было свергнуто правительство премьер-министра Чатчая Чунхавана 23 февраля 1991 года. Анан Панъярачун был возведён путчистами на пост премьер-министра.
После всеобщих выборов 22 марта 1992 года, пять партий (Рассадорн, Справедливость и единство, Социальное действие, Тайский гражданин, Национальная партия) назначили генерала на пост премьер-министра 7 апреля 1992 года. Это решение привело к массовым протестам, введению комендантского часа и развёртыванию войск в столице. Во время «Чёрного мая», по некоторым сообщениям, погибли сотни людей, когда солдаты открыли огонь по толпе демонстрантов. Дальнейшей эскалации конфликта удалось избежать благодаря вмешательству короля Пхумипона.
Сучинда Крапраюн подал в отставку 24 мая 1992 года. Вице-премьер-министр, Мичай Ручупхан, стал исполняющим обязанности премьер-министра в промежуточный период до формирования нового правительства. Новым премьер-министр снова стал Анан Панъярачун.
После своей отставки генерал был назначен председателем телекоммуникационных холдингов и холдинговой компании Telecom Asia.

### Семья
Женат на Хунинг Ванни Крапраюн. Вместе у них есть два сына: Джервут Крапраюн и Джаневит Крапраюн, а также пять внуков.
Умер от естественных причин 10 июня 2025 года в больнице Пхрамонгкутклао в Бангкоке. Ему был 91 год.

## Награды
| Таиланд | 1969   | Медаль пограничной службы                     | Медаль пограничной службы                     | ช.ด.    |
| Таиланд | 1972   | Медаль Победы в войне во Вьетнаме             | Медаль Победы в войне во Вьетнаме             | ช.ส.    |
| Таиланд | 1987 — | Рыцарь Большой ленты ордена Короны Таиланда   | Рыцарь Большой ленты ордена Короны Таиланда   | ม.ว.ม.  |
| Таиланд | 1987   | Медаль «За защиту свободных граждан» 1 класса | Медаль «За защиту свободных граждан» 1 класса | ส.ช.    |
| Таиланд | 1988 — | Рыцарь Большой ленты ордена Белого слона      | Рыцарь Большой ленты ордена Белого слона      | ม.ป.ช.  |
| Таиланд | 1990   | Медаль Раттанапорна Рамы IX 3 класса          | Медаль Раттанапорна Рамы IX 3 класса          | ภ.ป.ร.3 |
| Таиланд | 1991 — | Гранд-командор ордена Чула Чом Клао           | Гранд-командор ордена Чула Чом Клао           | ท.จ.ว.  |